# Plasa Telenești, județul Orhei
Plasa Telenești a a fost o unitate administrativ-teritorială din județul Orhei creată în anul 1918, după unirea Basarabiei cu România. Ulterior, a suferit modificări teritoriale în anul 1925 când a fost implementată Legea de unificare administrativă pentru întregul Regat al României, înlocuind specificul organizărilor anterioare din din perioada țaristă. În 1929 plasa a fost desființată, iar localitățile au fost distribuite între plășile Bravicea și Ciocâlteni.
În 1938, plasa Telenești a fost restabilită și a existat până la ocupația sovietică a Basarabiei din 1940. Apoi, a mai existat între anii 1941-1944.

## Localități 1925-1929
| Comună              | Localități                 | Amplasarea actuală    |
| ------------------- | -------------------------- | --------------------- |
| 1. Bănești          |                            |                       |
| Băneștii-Noui       | Băneștii Noi, Telenești    |                       |
| Băneștii-Vechi      | Bănești, Telenești         |                       |
| 2. Budei            | Budei                      | Budăi, Telenești      |
| 3. Căzănești        |                            |                       |
| Căzănești           | Căzănești, Telenești       |                       |
| Vaduleca            | Vadul-Leca, Telenești      |                       |
| 4. Chițcani         |                            |                       |
| Chersac             | Chersac, Telenești         |                       |
| Chițcanii-Noui      | Chițcanii Noi, Telenești   |                       |
| Chițcanii-Vechi     | Chițcanii Vechi, Telenești |                       |
| 5. Ciocâlteni       |                            |                       |
| Ciocâlteni          | Ciocîlteni, Orhei          |                       |
| Clișova             | Clișova, Orhei             |                       |
| 6. Crăsnășeni       | Crăsnășeni                 | Crăsnășeni, Telenești |
| 7. Ghirișeni        |                            |                       |
| Ghirișeni           | Hirișeni, Telenești        |                       |
| Ghirova             | Hirova, Călărași           |                       |
| 8. Inești           | Inești                     | Inești, Telenești     |
| 9. Leușeni          | Leușeni                    | Leușeni, Telenești    |
| 10. Negureni        |                            |                       |
| Negurenii-Noui      | Dobrușa, Telenești         |                       |
| Negurenii-Vechi     | Negureni, Telenești        |                       |
| 11. Sărăteni        |                            |                       |
| Codrul-Nou          | Codrul Nou, Telenești      |                       |
| Sărătenii-Noui      | Sărătenii Noi, Telenești   |                       |
| Sărătenii-Vechi     | Sărătenii Vechi, Telenești |                       |
| 12. Suhuluceni      |                            |                       |
| Corobceni           | Coropceni, Telenești       |                       |
| Ghermănești         | Ghermănești, Telenești     |                       |
| Suhuluceni          | Suhuluceni, Telenești      |                       |
| 13. Teleneștii-Târg | Teleneștii-Târg            | Telenești             |
| 11. Teleneștii-Sat  |                            |                       |
| Mihaloși            | Mihălașa, Telenești        |                       |
| Teleneștii-Sat      | inclus în orașul Telenești |                       |
| 15. Țânțăreni       | Țânțăreni                  | Țînțăreni, Telenești  |
| 16. Văsieni         | Văsieni                    | Văsieni, Telenești    |
| 17. Verejeni        |                            |                       |
| Ratoș               | Ratuș, Telenești           |                       |
| Verejeni            | Verejeni, Telenești        |                       |
| 18. Zăhaicani       | Zăhaicani                  | Zăicani, Telenești    |